# ژاک کومپانیز
ژاک کومپانیز (فرانسوی: Jacques Companeez‎؛ ‏ ۵ مارس ۱۹۰۶ – ۱۵ سپتامبر ۱۹۵۶) فیلم‌نامه‌نویس اهل فرانسه بود.
از فیلم‌هایی که وی در آن‌ها نقش داشته‌است، می‌توان به اورینت اکسپرس، جبل طارق و کلاه‌طلایی اشاره نمود.